# 2-бром-ЛСД
2-бром-ЛСД (N,N-диэтиламид 2-бромлизергиновой кислоты, BOL-148) — полусинтетическое психоактивное вещество из семейства лизергамидов, производное лизергиновой кислоты.
Соединение было открыто Альбертом Хоффманом как часть первоначального исследования, в ходе которого также был впервые открыт ЛСД. Было обнаружено, что 2-бром-ЛСД оказался неактивным в качестве психоделика и по этой причине был сравнительно мало изучен в течение многих лет, хотя подобное его поведение в организме сделало его полезным для применения в качестве изотопного индикатора. Во время исследований было отмечено, что 2-бром-ЛСД связывается с многими из тех же рецепторов, что и ЛСД, но выступает в качестве «молчаливого антагониста», а не агониста. Однако подобное поведение ЛСД в некоторых отношениях оказалось очень полезным в одной конкретной области — при лечении кластерной головной боли. Как известно, данные боли в течение некоторого времени поддавались лечению с помощью определенных галлюциногенов, таких как ЛСД и псилоцибин, но из-за нелегального статуса этих препаратов и вида психических изменений, которые они индуцируют, исследования их медицинского использования проводились медленно, а терапевтическое применение было ограничено очень специфическими рамками под строгим надзором. Считалось, что данное терапевтическое действие против кластерных головных болей было ограничено галлюциногенами этого типа и будет всегда представлять главный барьер для их клинического использования. Однако в ходе случайного открытия было обнаружено, что 2-бром-ЛСД также способен оказывать этот терапевтический эффект, несмотря на отсутствие других эффектов ЛСД. Это привело к всплеску интереса и исследованиям 2-бром-ЛСД и его возможного медицинского использования. Поступают сообщения о некоторых зафиксированных инцидентах с возникновением галлюцинаций, но как и с другими негаллюциногенными аналогами ЛСД, такими как Лизурид, более вероятно, что это редкий побочный эффект, на данный момент возникающий только у людей с пока ещё не объясненной восприимчивостью к этой реакции.